# Air Kering II
Air Kering II is een bestuurslaag in het regentschap Kaur van de provincie Bengkulu, Indonesië. Air Kering II telt 318 inwoners (volkstelling 2010).